# Science Citation Index
Science Citation Index (сокр. SCI) — индекс цитирования (база данных), созданный Институтом научной информации (ISI) и его руководителем Юджином Гарфилдом.

## История
Официально был запущен в 1964 году. В настоящее время он принадлежит независимой американской компании Clarivate Analytics, занимающейся интеллектуальной собственностью и наукой (ранее SCI принадлежал компании Thomson Reuters).
Также имеется расширенная версия SCI — Science Citation Index Expanded (SCIE), которая охватывает более 8500 известных и значимых журналов, по 150 дисциплинам, начиная с 1900 года по настоящее время.
Индекс доступен через платформы Web of Science и SciSearch. Существуют также компакт-диски и печатные издания. Эта база данных позволяет исследователю определить, какие статьи какого автора цитировались и насколько часто. Thomson Reuters предлагает поднаборы этой базы данных, называемые «индексами цитирования по специальностям»: Neuroscience Citation Index и Chemistry Citation Index.
В сентябре 2014 года компании Thomson Reuters, а ныне Clarivate Analytics, и Научная электронная библиотека (НЭБ) заключили соглашение о размещении ядра лучших российских журналов из РИНЦ на платформе Web of Science.